# Kisaura aurascens
Kisaura aurascens är en nattsländeart som först beskrevs av Martynov 1934.  Kisaura aurascens ingår i släktet Kisaura och familjen stengömmenattsländor. Inga underarter finns listade i Catalogue of Life.